# Gare des Quatre-Roues
Ne doit pas être confondu avec Gare des Quatre-Routes.
La gare des Quatre-Roues est une gare ferroviaire française de la ligne de Salbris au Blanc, située sur le territoire de la commune de Pruniers-en-Sologne, au lieu-dit Les Quatre-Roues, dans le département de Loir-et-Cher, en région Centre-Val de Loire.
C'est une halte de la Société nationale des chemins de fer français (SNCF) desservie par les trains du réseau TER Centre-Val de Loire.

## Situation ferroviaire
Établie à 86 m d'altitude, la halte des Quatre-Roues est située au point kilométrique (PK) 211,275 de la ligne de Salbris au Blanc, entre les gares de Romorantin-Blanc-Argent et de Base Aérienne.

## Histoire
Elle est mise en service le 6 octobre 1902 avec l'ouverture de la voie entre la gare de Romorantin et la gare d'Écueillé.

## Service des voyageurs

### Accueil
Halte SNCF, c'est un point d'arrêt non géré (PANG) à entrée libre. Elle est équipée d'un quai latéral, encadrant une voie. Une abri semi fermé est présent en milieu de quai.

### Desserte
En 2012, la halte est desservie par la relation commerciale Luçay-le-Mâle – Romorantin-Lanthenay – Salbris (TER Centre-Val de Loire). L'arrêt s'effectue sur demande.

### Fréquentation
De 2015 à 2023, selon les estimations de la SNCF, la fréquentation annuelle de la gare s'élève aux nombres indiqués dans le tableau ci-dessous.
| Année     | 2015  | 2016 | 2017 | 2018 | 2019 | 2020 | 2021 | 2022  | 2023  |
| --------- | ----- | ---- | ---- | ---- | ---- | ---- | ---- | ----- | ----- |
| Voyageurs | 2 303 | 594  | 76   | 36   | 309  | 276  | 557  | 2 428 | 4 110 |